# Tercera Federación - Grupo V 2025-26
La temporada 2025-26 del Grupo V de la Tercera Federación de fútbol comenzará el 7 de septiembre de 2025 y finalizará el 10 de mayo de 2026. Posteriormente se disputará la promoción de ascenso entre el 17 de mayo y el 7 de junio en su fase territorial, y para finalizar en su fase nacional entre el 14 y 21 de junio. Se trata de la quinta edición tras la restructuración de las categorías no profesionales por parte de la RFEF a causa de la pandemia global causada por el Coronavirus; y es la quinta categoría a nivel nacional.

## Sistema de competición
Participan dieciocho clubes encuadrados en un único grupo. Se enfrentan todos contra todos en dos ocasiones -una en campo propio y otra en campo contrario- durante un total de 34 jornadas. El orden de los encuentros se decide por sorteo antes de empezar la competición. La Federación de Fútbol de Cataluña es la responsable de designar las fechas de los partidos y los árbitros de cada encuentro, reservando al equipo local la potestad de fijar el horario exacto de cada encuentro.
Una vez finalizada la competición, el primer clasificado asciende directamente a Segunda Federación y se proclama campeón de Tercera Federación.
Los clasificados entre el segundo y el quinto lugar disputan un Play Off territorial en formato de eliminatorias a doble partido ida y vuelta. En caso de empate el vencedor de la eliminatoria es el equipo mejor clasificado. El equipo vencedor de este Play Off se clasifica a la Promoción de ascenso a Segunda Federación que tiene carácter de final interterritorial.
Los tres últimos clasificados descienden directamente a Liga Elite. Puede haber más descensos por arrastre provocados por descensos de superior categoría.

## Ascensos y descensos
| Pos. | Ascendidos a 2.ª Federación         |
| ---- | ----------------------------------- |
| 1.º  | Reus F. C. Reddis                   |
| 3.º  | Girona F. C. "B"                    |
| 2.º  | C. E. Atlètic Lleida (compra plaza) |

| Pos. | Descendidos de 2.ª Federación                                  |
| ---- | -------------------------------------------------------------- |
| 13.º | Lleida C. F. (descenso administrativo)                         |
| 14.º | U. E. Cornellà                                                 |
| 17.º | C. F. Badalona Futur (cambio de denominación a Som Maresme FC) |

| Pos. | Ascendidos de Lliga Elit   |
| ---- | -------------------------- |
| 1.º  | U. E. Vic                  |
| 2.º  | C. F. Vilanova i la Geltrú |
| 4.º  | C. F. Can Vidalet          |

| Pos. | Descendidos a Lliga Elit |
| ---- | ------------------------ |
| 16.º | U. E. Vilassar de Mar    |
| 17.º | C. E. Sabadell F. C. "B" |
| 18.º | A. E. Prat               |

## Equipos

### Listado de equipos
| Equipo                      | Localidad                | Estadio                        | Capacidad |
| --------------------------- | ------------------------ | ------------------------------ | --------- |
| C. F. Badalona              | Badalona                 | Estadi Municipal de Badalona   | 4.100     |
| C. F. Can Vidalet           | Esplugas de Llobregat    | El Molí                        | 1.000     |
| Cerdanyola del Vallès F. C. | Sardañola del Vallés     | Les Fontetes                   | 1.000     |
| U. E. Cornellà              | Cornellá de Llobregat    | Nou Municipal de Cornellà      | 1.500     |
| C. E. Europa "B"            | Barcelona                | Nou Sardenya                   | 4.000     |
| F. E. Grama                 | Santa Coloma de Gramanet | Nou Municipal                  | 5.000     |
| F. C. L'Escala              | La Escala                | Nou Camp                       | 2.000     |
| C. E. L'Hospitalet          | Hospitalet de Llobregat  | Municipal de L'Hospitalet      | 6.740     |
| Lleida C. F.                | Lérida                   | Camp d'Esports                 | 13.500    |
| C. E. Manresa               | Manresa                  | El Congost                     | 5.000     |
| C. F. J. Mollerussa         | Mollerussa               | Municipal de Mollerussa        | 4.000     |
| C. F. Montañesa             | Barcelona                | Municipal de Nou Barris        | 2.500     |
| C. F. Peralada              | Peralada                 | Municipal de Peralada          | 1.600     |
| C. P. San Cristóbal         | Tarrasa                  | Municipal de Ca N'Anglada      | 1.800     |
| Som Maresme F. C.           | Premiá de Dalt           | Municipal de Premiá de Dalt    | 1.200     |
| U. E. Tona                  | Tona                     | Municipal de Tona              | 2.000     |
| U. E. Vic                   | Vic                      | Hipòlit Planàs                 | 4.000     |
| C. F. Vilanova i la Geltrú  | Villanueva y Geltrú      | Associació dels Alumnes Obrers | 3.500     |

| Badalona Can Vidalet Cerdanyola Cornellà Europa B Grama L'Escala L'Hospitalet Lleida Manresa Mollerussa Montañesa Peralada S. Cristóbal Som Maresme Tona Vic Vilanova |

### Equipos por provincia
| N.º | Provincia | Equipos |
| --- | --------- | --- |
| 14  | Barcelona | C. F. Badalona, C. F. Can Vidalet, Cerdanyola del Vallès F. C., U. E. Cornellà, C. E. Europa "B", F. E. Grama, C. E. L'Hospitalet, C. E. Manresa, C. F. Montañesa, C. P. San Cristóbal, Som Maresme F. C., U. E. Tona, U. E. Vic y C. F. Vilanova i la Geltrú |
| 2   | Gerona    | F. C. L'Escala y C. F. Peralada |
| 2   | Lérida    | Lleida C. F. y C. F. J. Mollerussa |

## Clasificación
| Pos. | Equipo                      | Pts. | PJ | G | E | P | GF | GC | Dif. | Ascenso o descenso                                 |
| ---- | --------------------------- | ---- | -- | - | - | - | -- | -- | ---- | -------------------------------------------------- |
| 1    | C. F. Badalona              | 0    | 0  | 0 | 0 | 0 | 0  | 0  | 0    | Ascenso a Segunda Federación y Copa del Rey        |
| 2    | C. F. Can Vidalet           | 0    | 0  | 0 | 0 | 0 | 0  | 0  | 0    | Acceso a Promoción de Ascenso a Segunda Federación |
| 3    | Cerdanyola del Vallès F. C. | 0    | 0  | 0 | 0 | 0 | 0  | 0  | 0    | Acceso a Promoción de Ascenso a Segunda Federación |
| 4    | U. E. Cornellà              | 0    | 0  | 0 | 0 | 0 | 0  | 0  | 0    | Acceso a Promoción de Ascenso a Segunda Federación |
| 5    | C. E. Europa "B"            | 0    | 0  | 0 | 0 | 0 | 0  | 0  | 0    | Acceso a Promoción de Ascenso a Segunda Federación |
| 6    | F. E. Grama                 | 0    | 0  | 0 | 0 | 0 | 0  | 0  | 0    |                                                    |
| 7    | F. C. L'Escala              | 0    | 0  | 0 | 0 | 0 | 0  | 0  | 0    |                                                    |
| 8    | C. E. L'Hospitalet          | 0    | 0  | 0 | 0 | 0 | 0  | 0  | 0    |                                                    |
| 9    | Lleida C. F.                | 0    | 0  | 0 | 0 | 0 | 0  | 0  | 0    |                                                    |
| 10   | C. E. Manresa               | 0    | 0  | 0 | 0 | 0 | 0  | 0  | 0    |                                                    |
| 11   | C. F. J. Mollerussa         | 0    | 0  | 0 | 0 | 0 | 0  | 0  | 0    |                                                    |
| 12   | C. F. Montañesa             | 0    | 0  | 0 | 0 | 0 | 0  | 0  | 0    |                                                    |
| 13   | C. F. Peralada              | 0    | 0  | 0 | 0 | 0 | 0  | 0  | 0    |                                                    |
| 14   | C. P. San Cristóbal         | 0    | 0  | 0 | 0 | 0 | 0  | 0  | 0    |                                                    |
| 15   | Som Maresme F. C.           | 0    | 0  | 0 | 0 | 0 | 0  | 0  | 0    |                                                    |
| 16   | U. E. Tona                  | 0    | 0  | 0 | 0 | 0 | 0  | 0  | 0    | Descenso a Lliga Elit                              |
| 17   | U. E. Vic                   | 0    | 0  | 0 | 0 | 0 | 0  | 0  | 0    | Descenso a Lliga Elit                              |
| 18   | C. F. Vilanova i la Geltrú  | 0    | 0  | 0 | 0 | 0 | 0  | 0  | 0    | Descenso a Lliga Elit                              |

Los primeros partidos se disputarán el 7 de septiembre de 2025.
 Fuente: BeSoccer

### Evolución de la clasificación
| Jornada | 1 | 2 | 3 | 4 | 5 | 6 | 7 | 8 | 9 | 10 | 11 | 12 | 13 | 14 | 15 | 16 | 17 | 18 | 19 | 20 | 21 | 22 | 23 | 24 | 25 | 26 | 27 | 28 | 29 | 30 | 31 | 32 | 33 | 34 |
| Equipo  |   |   |   |   |   |   |   |   |   |    |    |    |    |    |    |    |    |    |    |    |    |    |    |    |    |    |    |    |    |    |    |    |    |    |
| ------- | - | - | - | - | - | - | - | - | - | -- | -- | -- | -- | -- | -- | -- | -- | -- | -- | -- | -- | -- | -- | -- | -- | -- | -- | -- | -- | -- | -- | -- | -- | -- |
|         |   |   |   |   |   |   |   |   |   |    |    |    |    |    |    |    |    |    |    |    |    |    |    |    |    |    |    |    |    |    |    |    |    |    |

## Resultados
| Local \ Visitante           | BAD | CAN | CER | COR | EUR | GRA | LES | LHO | LLE | MAN | MOL | MON | PER | SAN | SOM | TON | VIC | VIL |
| --------------------------- | --- | --- | --- | --- | --- | --- | --- | --- | --- | --- | --- | --- | --- | --- | --- | --- | --- | --- |
| C. F. Badalona              | —   |     |     |     |     |     |     |     |     |     |     |     |     |     |     |     |     |     |
| C. F. Can Vidalet           |     | —   |     |     |     |     |     |     |     |     |     |     |     |     |     |     |     |     |
| Cerdanyola del Vallès F. C. |     |     | —   |     |     |     |     |     |     |     |     |     |     |     |     |     |     |     |
| U. E. Cornellà              |     |     |     | —   |     |     |     |     |     |     |     |     |     |     |     |     |     |     |
| C. E. Europa "B"            |     |     |     |     | —   |     |     |     |     |     |     |     |     |     |     |     |     |     |
| F. E. Grama                 |     |     |     |     |     | —   |     |     |     |     |     |     |     |     |     |     |     |     |
| F. C. L'Escala              |     |     |     |     |     |     | —   |     |     |     |     |     |     |     |     |     |     |     |
| C. E. L'Hospitalet          |     |     |     |     |     |     |     | —   |     |     |     |     |     |     |     |     |     |     |
| Lleida C. F.                |     |     |     |     |     |     |     |     | —   |     |     |     |     |     |     |     |     |     |
| C. E. Manresa               |     |     |     |     |     |     |     |     |     | —   |     |     |     |     |     |     |     |     |
| C. F. J. Mollerussa         |     |     |     |     |     |     |     |     |     |     | —   |     |     |     |     |     |     |     |
| C. F. Montañesa             |     |     |     |     |     |     |     |     |     |     |     | —   |     |     |     |     |     |     |
| C. F. Peralada              |     |     |     |     |     |     |     |     |     |     |     |     | —   |     |     |     |     |     |
| C. P. San Cristóbal         |     |     |     |     |     |     |     |     |     |     |     |     |     | —   |     |     |     |     |
| Som Maresme F. C.           |     |     |     |     |     |     |     |     |     |     |     |     |     |     | —   |     |     |     |
| U. E. Tona                  |     |     |     |     |     |     |     |     |     |     |     |     |     |     |     | —   |     |     |
| U. E. Vic                   |     |     |     |     |     |     |     |     |     |     |     |     |     |     |     |     | —   |     |
| C. F. Vilanova i la Geltrú  |     |     |     |     |     |     |     |     |     |     |     |     |     |     |     |     |     | —   |